# Burgstallkogel
Der Burgstallkogel, auch Grillkogel genannt, ist ein 458 m über den Meeresspiegel aufragender Hügel am Zusammenfluss von Sulm und Saggau in der südlichen Steiermark. Er liegt rund 30 km südlich von Graz und 10 km südwestlich von Leibnitz zwischen Gleinstätten und Kleinklein.
Der Hügel, der sich von West nach Ost erstreckt, barg eine zwischen 800 und 600 v. Chr. bestehende Siedlung. Zugleich lag rund um den Hügel die größte eisenzeitliche Nekropole des kontinentalen Europa. Sie bestand aus mindestens 2000 Grabhügeln (Tumuli). Die Anlagen befanden sich an einer Handelsroute über die Koralpe in Richtung Ungarn. Die Siedlung kontrollierte diesen seit dem Neolithikum fassbaren Handel, der auch nach Italien führte, und könnte die Eisenerzlager im Hügel ausgebeutet haben.

## Grabungen
1844 fanden erste undokumentierte Grabungen statt. Einige Objekte wurden auf der Wiener Weltausstellung 1873 der Öffentlichkeit vorgestellt. Bei der Grabung von 1844 wurde der Hartnermichelkogel 1 anlässlich eines Hausbaus komplett eingeebnet. Eduard Pratobevera, ein Hauptmann und Archivar am Landesmuseum Joanneum, führte 1856–1857 eine erste wissenschaftliche Grabung durch, ebenso V. Radimský, Josef Szombathy und Wilhelm Gurlitt zwischen 1881 und 1883 auf Veranlassung der Österreichisch-Ungarischen und der Steiermärkischen Anthropologischen Gesellschaft. Weitere Grabungen folgten während des Ersten Weltkriegs und in den 1930er Jahren.

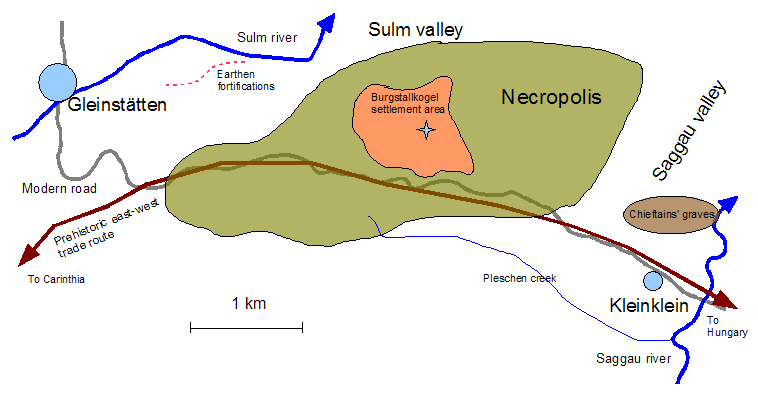
Die Burgstallkogelsiedlung und die dazugehörige Nekropole

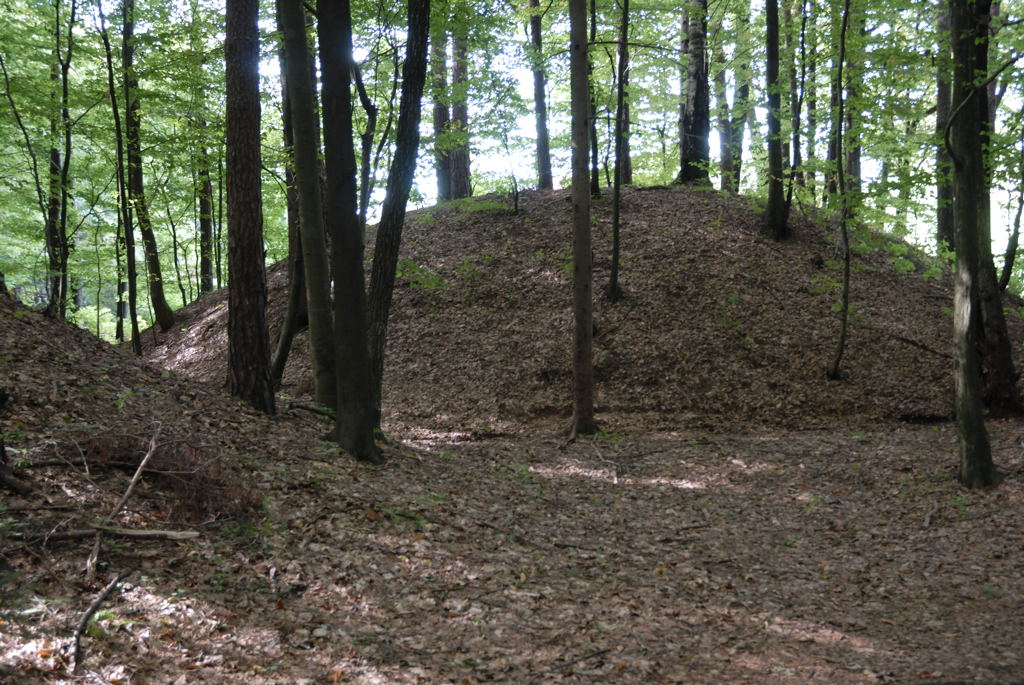
Grabhügel der Nekropole

Erst 1972 wurde die Grabungstätigkeit wieder aufgenommen. Danach richteten Hobbyarchäologen erhebliche Schäden an. 1982–1984 fanden erste Versuchsgrabungen statt, bei denen vier Fundhorizonte festgestellt wurden. Die Keramik reichte von der Urnenfelderkultur bis zur mittleren Hallstattkultur (Ha B2/3 bis Ha B3/C1). Die jüngsten Schichten waren erodiert, vor allem in den oberen Hügellagen. Auch verhinderte der Weinanbau am Fuß des Hügels eine umfassende Untersuchung.
Um 750 und um 700 v. Chr. wurde die unbefestigte Siedlung durch Feuer zerstört und kurz nach 600 aufgegeben. Eines der niedergebrannten Häuser barg den größten vertikalen Webrahmen der Hallstattzeit, dessen Gewichte erhalten sind.
Die Toten wurden ausnahmslos verbrannt, zum Teil mitsamt ihren Grabbeigaben. Nahe dem Dorf Kleinklein befand sich ein großer Grabhügel für höhergestellte Personen. Die Anlage ist insofern eine Ausnahme, als hier bei weitem mehr einfache Gräber als für führende Familien entdeckt wurden.

## Das „Fürstengrab“
Die Hügel der oftmals als Adel angesprochenen Gruppen waren der Hartnermichelkogel I und II, der Pommerkogel und der jüngste, der Kröllkogel. Sie enthielten neben Bronzegefäßen eiserne Waffen. Möglicherweise dienten etruskische Gräber als Vorbild.
Eine letzte Grabung ab 1995 brachte eine große Menge bis dahin wenig beachteter Keramik zu Tage, von der große Mengen während der Beisetzungen rituell zerschlagen worden waren. Zudem ließen sich zwei männliche und ein weiblicher Leichnam nachweisen, dazu ein bereits damals etwa 200 Jahre altes Bronzeschwert, das längst nicht mehr für den Kampf geeignet war. Die zentrale Grabkammer maß 8 × 8 m, woraus auf ein ursprüngliches Tumulusmaß von 40 m und eine Höhe von 12 m geschlossen wurde.
Die Originalfunde sind im Archäologiemuseum Schloss Eggenberg ausgestellt.

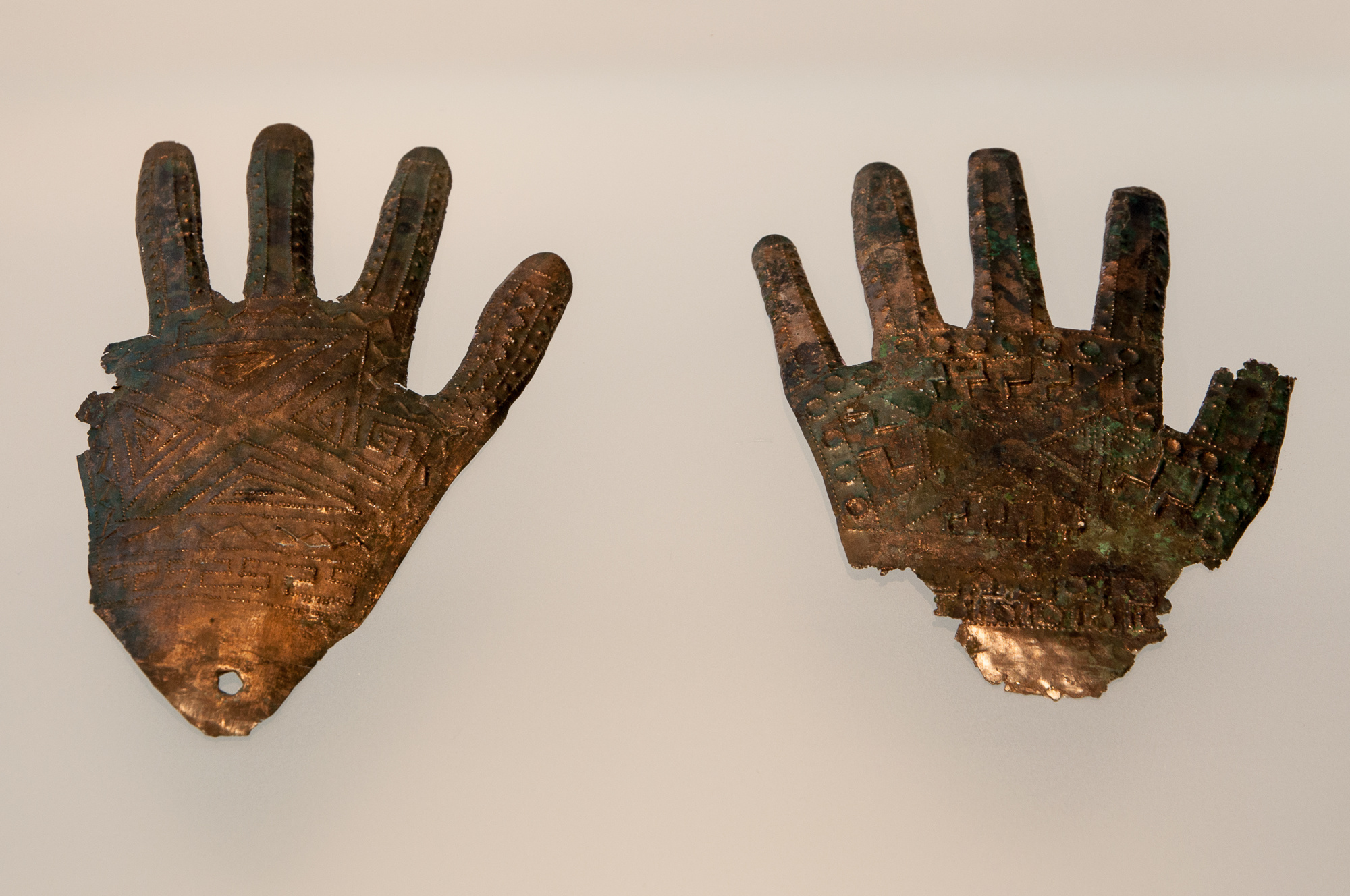
Bronzene Blechhände aus dem Kröllkogel in Kleinklein bei Großklein, Anfang 6. Jahrhundert v. Chr.
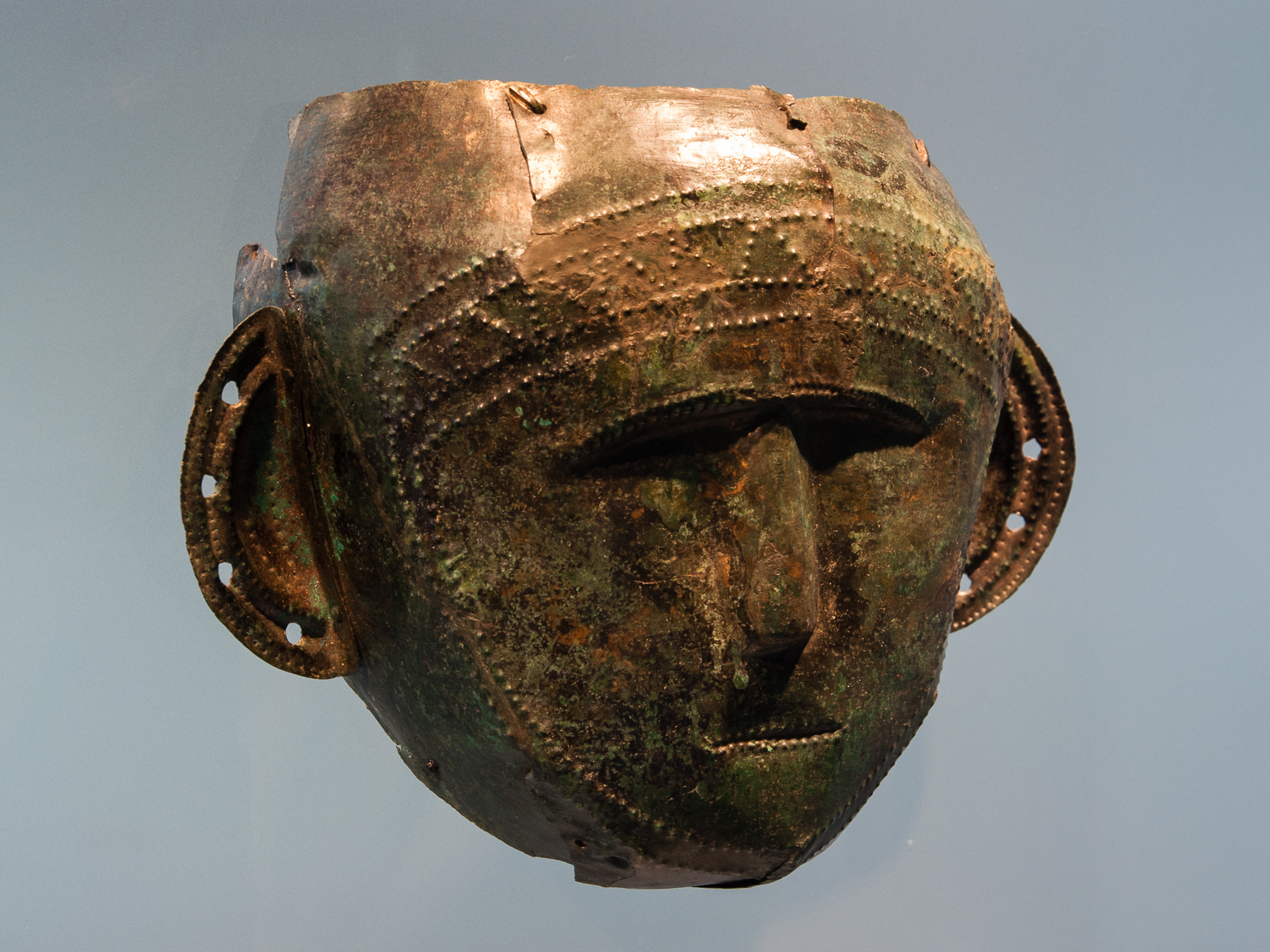
Bronzene Maske aus dem Kröllkogel

## Museum
Das Hallstattzeitliche Museum Großklein entstand durch Umbau eines Stalles und wurde 1990 eröffnet. In den Jahren 1999 bis Anfang 2003 wurde es durch einen Zubau erweitert. 2004 wurden am Westhang des Burgstallkogels ein Wohnhaus, ein Getreidespeicher und ein Backhaus rekonstruiert.

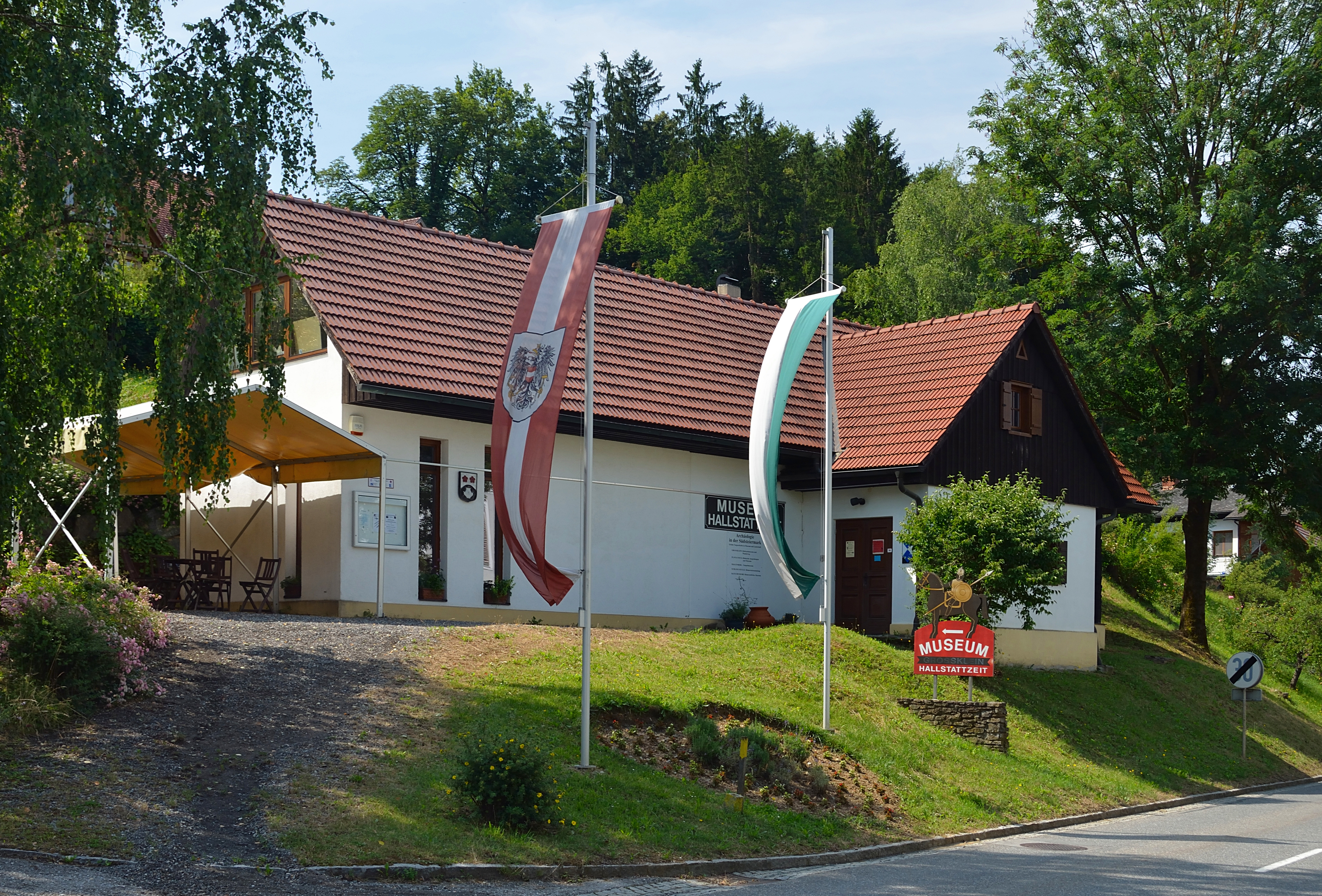
Das Museum
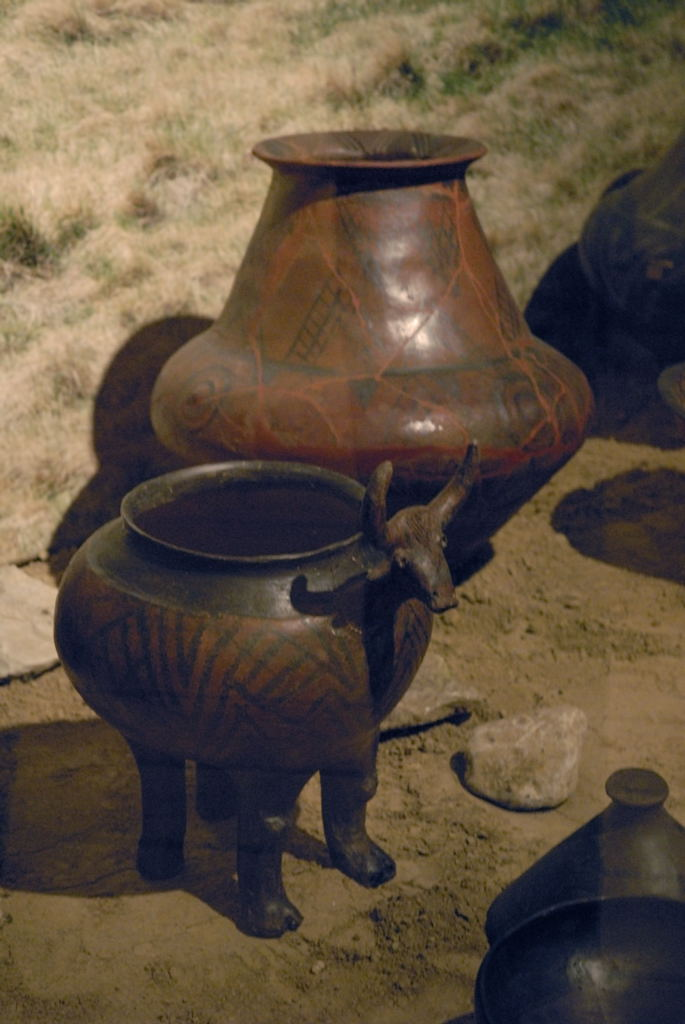
Bullenkopfkeramik
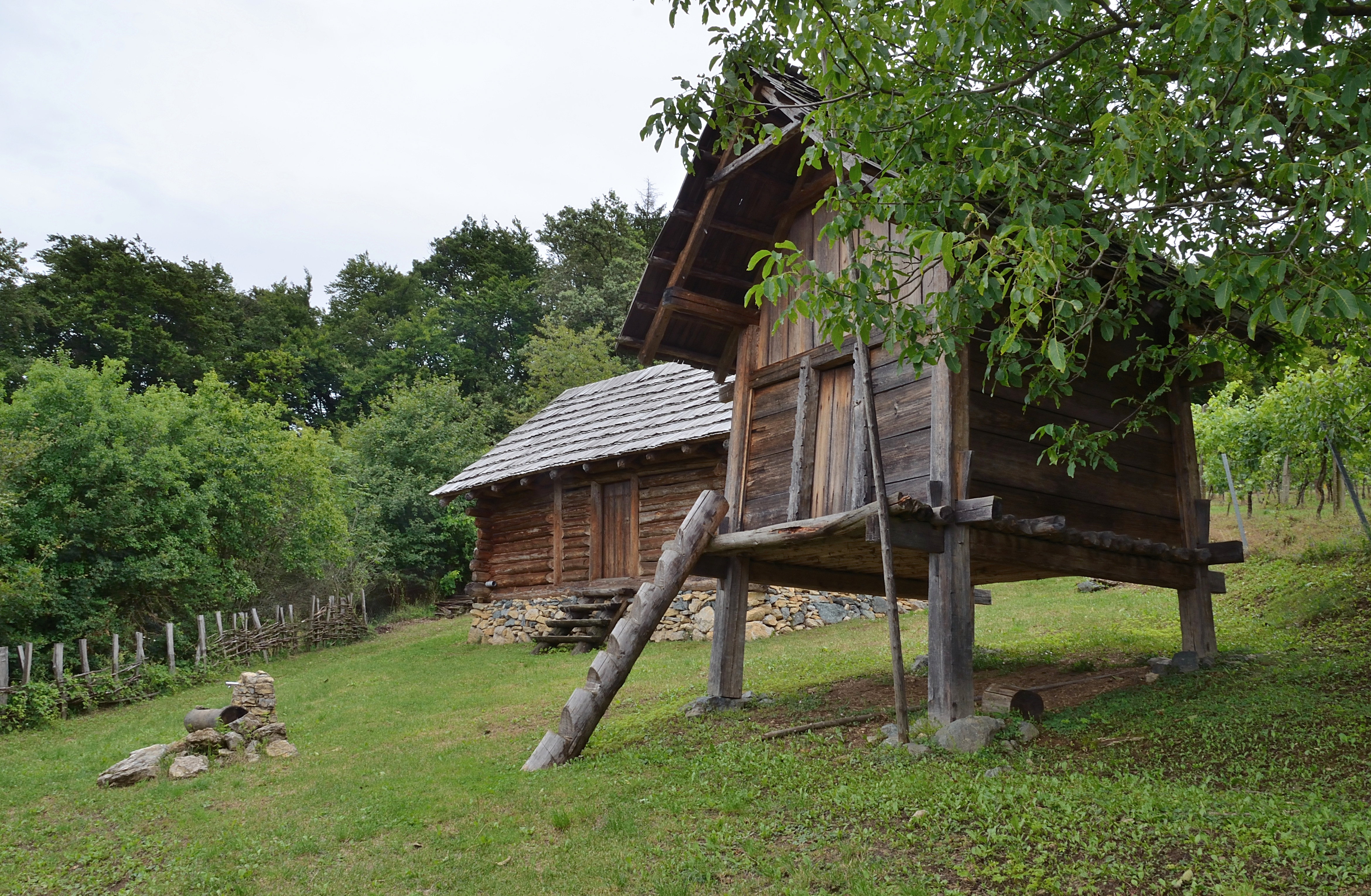
Rekonstruiertes Gehöft am Burgstallkogel
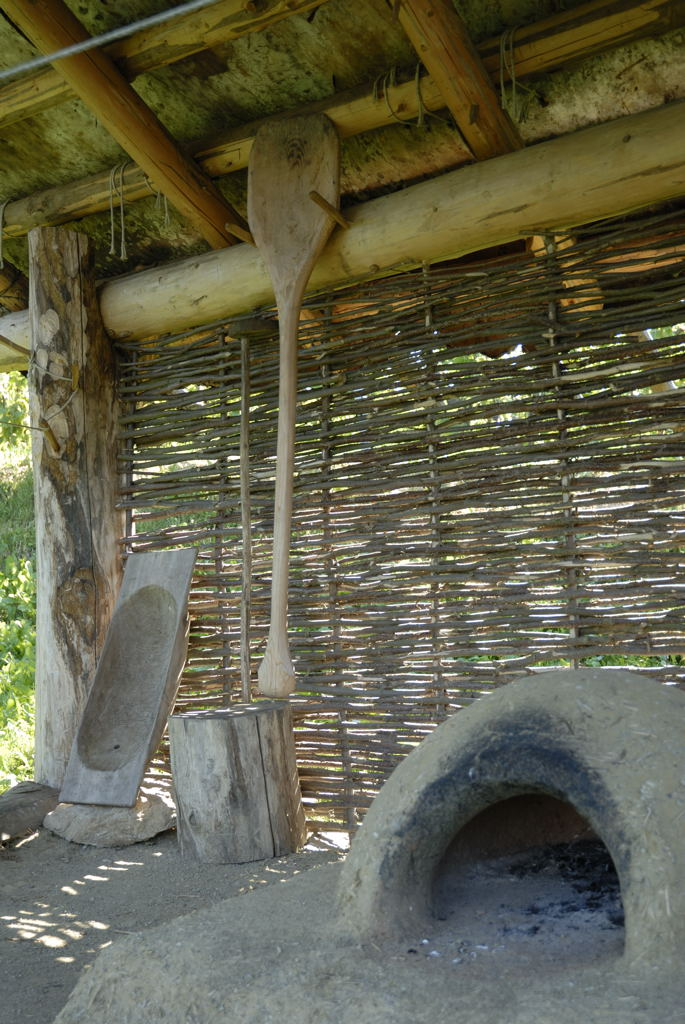
Rekonstruiertes Backhaus am Burgstallkogel